# Wilhelm Gail

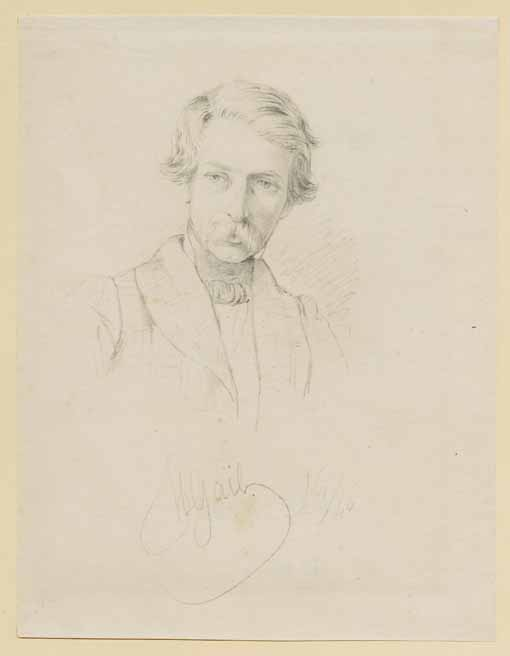
Eugen Napoleon Neureuther: Bildnis des Malers Wilhelm Gail

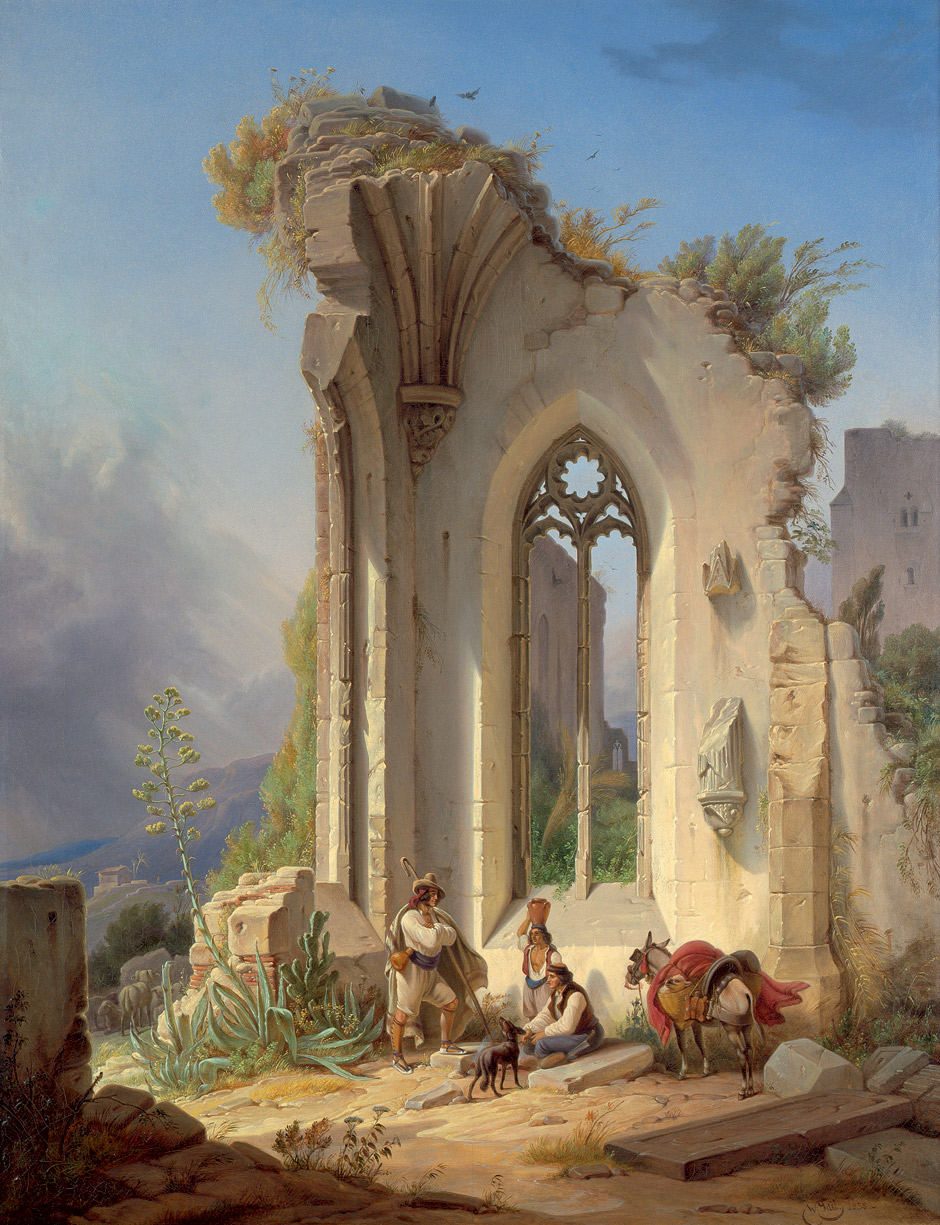
Wilhelm Gail: Klosterruine bei Valencia, 1838

Erinnerung an Florenz, Rom und Neapel (1829)

Wilhelm Gail (* 7. März 1804 in München; † 26. Februar 1890 ebenda) war ein deutscher Architekturmaler.

## Leben
Gail wurde als Sohn eines kurfürstlichen Galerieaufsehers geboren. Dem Wunsch seines Vaters entsprechend studierte er nach dem Gymnasium zunächst Architektur an der Akademie der bildenden Künste in München, widmete sich später aber der Malerei.
Nach Abschluss seines Studiums nahm er weiteren Unterricht im Atelier seines Schwagers, des Malers Peter von Hess. In dieser Zeit entstanden etliche Landschaftsbilder, in denen er Fauna und Brauchtum seiner Heimat darstellte.
Auf Einladung des Baron von Malzen, des königlich-bayerischen Geschäftsträgers am sardischen Hof, reiste Gail 1825 nach Italien. Dort schuf er mehrere Architekturbilder und Genrestücke, die unter den Titeln Monuments romains dans les états de sardaigne und Scènes populaires de Genova als Lithografien veröffentlicht wurden.
Nach seiner Rückkehr nach München verarbeitete Gail seine Erinnerungen in zahlreichen Bildern von Bauwerken (z. B. der antiken Wasserleitung in der Campagna, des Klosterhofs in Viterbo), die ihm schnell zu einer volkstümlichen Beliebtheit verhalfen.
1830 brach Gail zu einer Studienreise nach Paris auf. Nach Ausbruch der Julirevolution ging er nach Chartres. Es folgten weitere Studienreisen nach Italien und Spanien.
1854 wurde Gail zum Generalbevollmächtigten und bald darauf zum Kabinettsrat des bayerischen Herzogs Nikolaus von Leuchtenberg ernannt.
Wilhelm Gail starb im Alter von 85 Jahren.

## Grabstätte

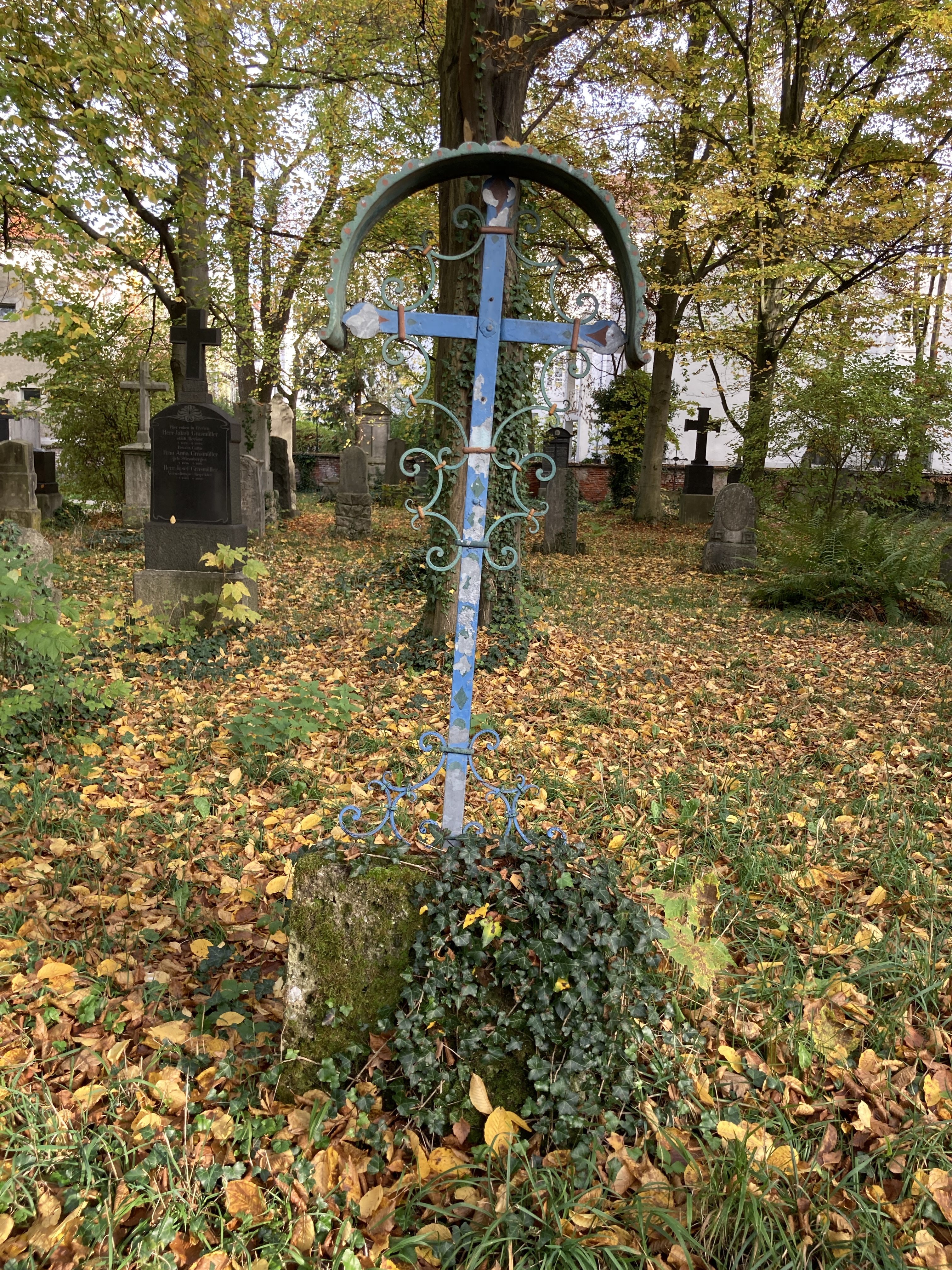
Grab von Wilhelm Gail auf dem Alten Südlichen Friedhof in München

Die Grabstätte von Wilhelm Gail befindet sich auf dem Alten Südlichen Friedhof in München (Gräberfeld 5 - Reihe 16 - Platz 9) Standort.

## Illustrationen (Auswahl)
- In:  Album deutscher Künstler in Originalradirungen. - Düsseldorf: Buddeus, 1841. Digitalisierte Ausgabe der Universitäts- und Landesbibliothek Düsseldorf